# 大衛·卡拉定
大衛·卡拉定（英語：David Carradine，1936年12月8日—2009年6月3日），原名約翰·亞瑟·卡拉定（John Arthur Carradine），美國演員，出生於加州洛杉磯市好萊塢，畢業於加州大學舊金山市分校音樂理論編曲系，出身於演員世家，父親、兄弟、女兒都是影視演員；1966年在紐約演百老匯舞台劇，並參與名導演馬丁·史柯西斯執導第一部電影演出；大衛·卡拉定於1972年電視演出少林寺木訥寡言卻武功極好的武僧甘貴祥後又出演西部片影集《功夫》因而聲名大噪。近年多演反派角色絲絲入扣，美國影迷還因此頒發土星獎（特頒贈給演反派演員最佳演技）給大衛，也是美國影壇長青樹演員。
2009年6月4日卡拉定於泰國拍攝電影期間，被發現陳屍在位於曼谷市中心的乃樂酒店（Swissotel Nai Lert Park），根據警方說法，卡拉定疑似利用綁窗簾的繩索，在衣櫥內上吊自殺，飯店清潔工於早上十點發現屍體，估計死亡時間已超過十二小時，不過卡拉定的經紀人與親朋好友都表示，不相信卡拉定會自殺，認為應該是一起意外或是搶劫案件所引起。泰國警方表示，死因可能是自我綁縛時發生意外，發現時一條繩子套在卡拉定頸上，另一條繩則套在其生殖器官上，然後兩條繩綁在一起，吊在衣櫥內。

## 相關網站
- （英文）官方網站
- （英文）官方 Myspace 頁，含影片證明 （页面存档备份，存于）
- （英文）支持者網站
- （英文）David Carradine在TV.com
- （英文）David Carradine在互联网电影资料库（IMDb）上的資料（英文）
- （英文）David Carradine （页面存档备份，存于） 於 Internet Broadway Database（页面存档备份，存于）
- （英文）Onion interview
- （英文）IGN 與 David Carradine 的訪問 （页面存档备份，存于）
- （英文）"A Fresh Thing": David Carradine
- （英文）itunes 上 Carradine 的音樂 （页面存档备份，存于）